# Зафенвиль
Зафенвиль (нем. Safenwil) — коммуна в Швейцарии, в кантоне Аргау.
Входит в состав округа Цофинген.  Население составляет 3154 человека (на 31 декабря 2007 года). Официальный код  —  4283.

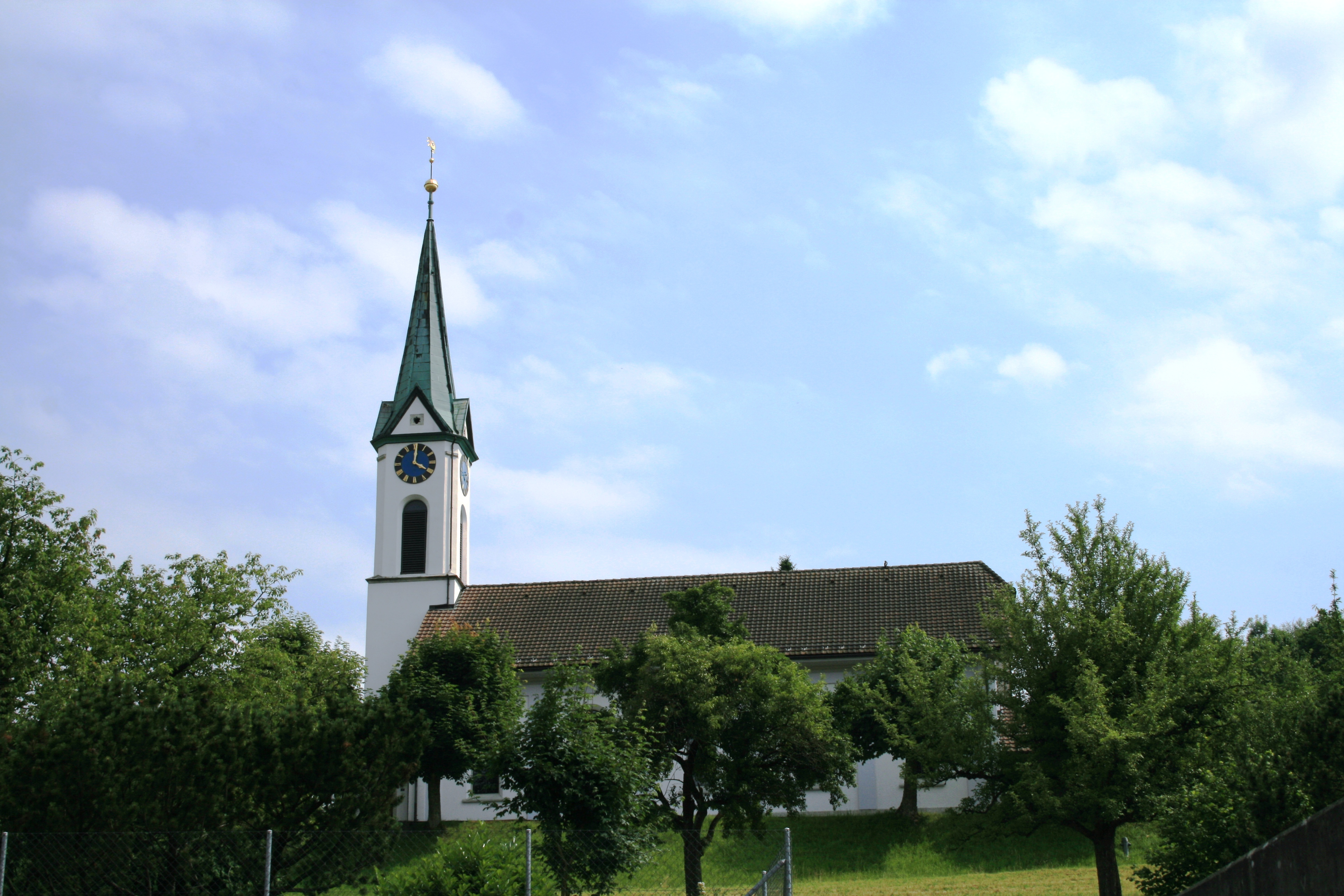
Церковь